# Sankt Johann (bei Mayen)
Sankt Johann település Németországban, Rajna-vidék-Pfalz tartományban. Lakosainak száma 919 fő (2023. december 31.).

## Népesség
A település népességének változása:
| Lakosok száma | 778  | 957  | 942  | 914  | 925  | 919  |
|               | 1975 | 2017 | 2019 | 2021 | 2022 | 2023 |